# Stephen Rea
Stephen Rea (Belfast, 31 ottobre 1946) è un attore e sceneggiatore nordirlandese.
È stato candidato all'Oscar al miglior attore nel 1993 per La moglie del soldato.

## Biografia
Dopo gli studi alla Queen's University di Belfast e all'Abbey Theatre School di Dublino, entra a far parte della compagnia teatrale Focus Company di Dublino nello stesso periodo degli attori Gabriel Byrne e Colm Meaney. Comincia a lavorare in serie televisive come Crossroads (1964) e Z Cars (1969). Esordisce come attore cinematografico nel film Satana in corpo (1970) grazie alla casa cinematografica Hammer Film Productions. Diventa stretto amico del regista Neil Jordan che gli affida ruoli in tutti i suoi film, tra cui La moglie del soldato, per il quale ottiene la candidatura all'Oscar al miglior attore nel 1993. 
Attivo anche politicamente, diventa voce del movimento indipendentista irlandese Sinn Féin e nel 1983 sposa la terrorista dell'IRA Dolours Price, dalla quale avrà due figli: Danny (1988) e Oscar (1990); i due hanno divorziato nel 2003. Nel 2005 partecipa al film Ritorno a Tara Road. Nel 2015 conquista il British Academy Television Awards come miglior attore non protagonista per The Honourable Woman. Nel 2018 partecipa al film Greta, con Isabelle Huppert e Chloë Grace Moretz, e nel 2023 affianca Maggie Smith, Laura Linney e Kathy Bates nel film The Miracle Club.

## Filmografia

### Attore

#### Cinema
- Satana in corpo (Cry of the Banshee), regia di Gordon Hessler (1970)
- On a Paving Stone Mounted, regia di Thaddeus O'Sullivan (1978)
- Angel, regia di Neil Jordan (1982)
- Loose Connections, regia di Richard Eyre (1983)
- In compagnia dei lupi (The Company of Wolves), regia di Neil Jordan (1984)
- Il dottore e i diavoli (The Doctor and the Devils), regia di Freddie Francis (1985)
- Dolce è la vita (Life Is Sweet), regia di Mike Leigh (1990)
- La moglie del soldato (The Crying Game), regia di Neil Jordan (1992)
- Bad Behaviour, regia di Les Blair (1993)
- Angie - Una donna tutta sola (Angie), regia di Martha Coolidge (1994)
- La principessa degli intrighi (Princess Caraboo), regia di Michael Austin (1994)
- Intervista col vampiro (Interview with the Vampire: The Vampire Chronicles), regia di Neil Jordan (1994)
- Prêt-à-Porter, regia di Robert Altman (1994)
- Cittadino X (Citizen X), regia di Chris Gerolmo (1995)
- Between the Devil and the Deep Blue Sea, regia di Marion Hänsel (1995)
- All Men Are Mortal, regia di Ate de Jong (1995)
- Michael Collins, regia di Neil Jordan (1996)
- Trojan Eddie, regia di Gillies MacKinnon (1996)
- L'ultimo dei grandi re (The Last of the High Kings), regia di David Keating (1996)
- Febbre a 90° (Fever Pitch), regia di David Evans (1997)
- The Butcher Boy, regia di Neil Jordan (1997)
- A Further Gesture, regia di Robert Dornhelm (1997)
- Double Tap, regia di Greg Yaitanes (1997)
- Hacks, regia di Gary Rosen (1997)
- This Is My Father, regia di Paul Quinn (1998)
- Still Crazy, regia di Brian Gibson (1998)
- In Dreams, regia di Neil Jordan (1999)
- Guinevere, regia di Audrey Wells (1999)
- I Could Read the Sky, regia di Nichola Bruce (1999)
- The Life Before This, regia di Jerry Ciccoritti (1999)
- Fine di una storia (The End of the Affair), regia di Neil Jordan (1999)
- D'Artagnan (The Musketeer), regia di Peter Hyams (2001)
- On the Edge, regia di John Carney (2001)
- Paura.com (FeardotCom), regia di William Malone (2002)
- Evelyn, regia di Bruce Beresford (2002)
- Bloom, regia di Sean Walsh (2003)
- The Halo Effect, regia di Lance Daly (2004)
- The I Inside, regia di Roland Suso Richter (2004)
- The Confessor - La verità proibita (The Good Shepherd), regia di Lewin Webb (2004)
- Fluent Dysphasia, regia di Daniel O'Hara - cortometraggio (2004)
- Proud, regia di Mary Pat Kelly (2004)
- Control, regia di Tim Hunter (2004)
- Breakfast on Pluto, regia di Neil Jordan (2005)
- River Queen, regia di Vincent Ward (2005)
- Ritorno a Tara Road (Tara Road), regia di Gillies MacKinnon (2005)
- V per Vendetta (V for Vendetta), regia di James McTeigue (2005)
- Sisters, regia di Douglas Buck (2006)
- Sixty Six, regia di Paul Weiland (2006)
- Until Death, regia di Simon Fellows (2007)
- I segni del male (The Reaping), regia di Stephen Hopkins (2007)
- Stuck, regia di Stuart Gordon (2007)
- The Devil's Mercy, regia di Melanie Orr (2008)
- Espion(s), regia di Nicolas Saada (2009)
- An Paiste Beo Bocht, regia di Desmond Bell (2009)
- Nothing Personal, regia di Urszula Antoniak (2009)
- Ondine - Il segreto del mare (Ondine), regia di Neil Jordan (2009)

- The Heavy, regia di Marcus Warren (2010)
- Blackthorn - La vera storia di Butch Cassidy (Blackthorn), regia di Mateo Gil (2011)
- Stella Days, regia di Thaddeus O'Sullivan (2011)
- Underworld - Il risveglio (Underworld: Awakening), regia di Måns Mårlind e Björn Stein (2012)
- Werewolf - La bestia è tornata (Werewolf: The Beast Among Us), regia di Louis Morneau (2012)
- Menú degustació, regia di Roger Gual (2013)
- Asylum, regia di Todor Chapkanov (2014)
- Styria, regia di Mauricio Chernovetzky e Mark Devendorf (2014)
- Out of the Dark, regia di Lluís Quílez (2014)
- Ruby la piccola strega (Ruby Strangelove Young Witch), regia di Evgeny Ruman (2015)
- The Renegade (Black '47), regia di Lance Daly (2018)
- Greta, regia di Neil Jordan (2018)
- Cyprus Avenue, regia di Rhodri Huw e Vicky Featherstone (2019)
- Nightride, regia di Stephen Fingleton (2021)
- The Miracle Club, regia di Thaddeus O'Sullivan (2023)

#### Televisione
- Sanctuary – serie TV, episodio 1x12 (1967)
- Crossroads – serial TV, 69 episodi (1967-1968)
- Z Cars – serie TV, 1 episodio (1969)
- Softly – serie TV, 1 episodio (1970)
- The Moonstone – serie TV (1972)
- Thriller – serie TV, 1 episodio (1974)
- I Didn't Know You Cared – serie TV, 1 episodio (1975)
- Days of Hope – serie TV (1975)
- BBC2 Play of the Week – serie TV, 1 episodio (1977)
- Play of the Month – serie TV, 1 episodio (1978)
- I Professionals (The Professionals) – serie TV, 1 episodio (1978)
- BBC2 Playhouse – serie TV, 1 episodio (1978)
- Play for Today – serie TV, 3 episodi (1974-1979)
- Joyce in June – film TV (1982)
- Shergar – film TV (1984)
- Minder – serie TV, 1 episodio (1984)
- The House – film TV (1984)
- Four Days in July – film TV (1985)
- Boon – serie TV, 1 episodio (1986)
- Lost Belongings – serie TV (1987)
- Nobody Here But Us Chickens – film TV (1989)
- Endgame by Samuel Beckett – film TV (1989)
- Not with a Bang – serie TV, 7 episodi (1990)
- Saint Oscar – film TV (1991)
- Saturday Night Live – serie TV, 1 episodio (1993)
- Cittadino X (Citizen X) – film TV (1995)
- Performance – serie TV, 2 episodi (1993-1995)
- Divine Magic: The World of the Supernatural - Messengers of the Gods – film TV (1996) - narratore
- Crime of the Century – film TV (1996)
- Snow in August – film TV (2001)
- Armadillo – serie TV (2001)
- Horrible Histories – serie TV, 25 episodi (2001-2002)
- Copenaghen – film TV (2002)
- Celebration – film TV (2007)
- Law & Order - Unità vittime speciali (Law & Order: Special Victims Unit) – serie TV, episodio 11x03 (2009)
- Utopia – serie TV, 5 episodi (2013)
- The Honourable Woman – miniserie TV, 8 puntate (2014)
- Guerra e pace (War & Peace), regia di Tom Harper – miniserie TV, 5 puntate (2016)
- Counterpart – serie TV, 7 episodi (2018)
- The Stranger, regia di Daniel O'Hara e Hannah Quinn – miniserie TV (2020)
- Flesh and Blood, regia di Louise Hooper – miniserie TV (2020)
- The English, regia di Hugo Blick – miniserie TV, 4 puntate (2022)
- Prime Target, regia di Brady Hood – miniserie TV (2025)

### Doppiatore
- The Witch Hunt (1995)

### Sceneggiatore
- A Further Gesture (1997)

## Doppiatori italiani
Nelle versioni in italiano delle opere in cui ha recitato, Stephen Rea è stato doppiato da:
- Sergio Di Stefano in Intervista col vampiro, Fine di una storia, Law & Order - Unità vittime speciali, Paura.com, Breakfast on Pluto
- Luca Biagini in Werewolf - La bestia è tornata, The Honourable Woman, Guerra e pace, The Stranger, Prime Target
- Antonio Sanna in Michael Collins, Still Crazy, Sisters
- Marco Mete in V per Vendetta, Underworld - Il risveglio, The English
- Tonino Accolla in Angie - Una donna tutta sola, Prêt-à-Porter
- Ennio Coltorti in D'Artagnan, I segni del male
- Guido Sagliocca in In compagnia dei lupi
- Fabrizio Temperini in La moglie del soldato
- Gianluca Tusco ne La principessa degli intrighi
- Pino Insegno in Cittadino X
- Michele Gammino in L'ultimo dei grandi re
- Ambrogio Colombo in Febbre a 90°
- Enrico Bertorelli in The Butcher Boy
- Angelo Maggi in In Dreams
- Gianni Bersanetti in La neve in agosto
- Claudio Moneta in The I Inside
- Massimo De Ambrosis in The Confessor
- Mauro Gravina in Control
- Dario Penne in Ritorno a Tara Road
- Angelo Nicotra in Sixty Six
- Nino Prester in Until Death
- Mario Brusa in Stuck
- Giorgio Lopez in Ondine - Il segreto del male
- Mino Caprio in Greta
- Gianluca Machelli in The Miracle Club

## Riconoscimenti
Premi Oscar 1993 – Candidatura all'Oscar al miglior attore per La moglie del soldato